# 伊万·特拉伊科维奇
伊万·康拉德·特拉伊科维奇（1991年9月1日—）生于克罗地亚萨格勒布，是一名斯洛文尼亚男子跆拳道运动员，曾就读于马里博尔大学。他曾先后加入KBK Maribor、Jitae Maribor、TK Proficio Hwarang等俱乐部。